# 토머스 사전트
토머스 존 사전트(영어: Thomas John Sargent, 1943년 8월 19일 ~ )는 미국의 경제학자로 거시경제학, 통화경제학, 시계열 계량경제학 분야를 전공한다. 2013년 한 해 동안 서울대학교 경제학부 교수였으며, 현재 뉴욕 대학교 경제학과 교수로 재직 중이다.
"거시 경제에서 원인과 결과에 관한 경험적 연구"로 2011년 노벨 경제학상을 크리스토퍼 심스와 공동으로 수상했다.

## 생애
사전트는 1943년 미국 패서디나에서 태어났다. 1960년에 캘리포니아 대학교 버클리에서 입학하여 1964년에 경제학 학사 학위를 받았고, 1968년에 하버드 대학교에서 경제학 박사 학위를 받았다.
펜실베이니아 대학교(1970–1971), 미네소타 대학교(1971–1987), 시카고 대학교(1991–1998), 스탠퍼드 대학교(1998–2002), 프린스턴 대학교(2009), 뉴욕 대학교(2002~2012)의 경제학 교수를 지냈고, 2012년부터는 서울대학교 경제학부 교수로 재직 중이다.
1976년부터 세계계량경제학회 특별 회원이며, 1983년부터 미국예술과학아카데미 특별 회원이기도 하다. 또한 1987년부터 스탠퍼드 대학교 후버연구소 선임 연구원이다.

## 학력
- 1956~1960: 몬로비아 고등학교 (졸업)
- 1960~1964: 캘리포니아 대학교 버클리 (학사)
- 1964~1968: 하버드 대학교 (박사)

## 경제학
사전트는 정책 입안자는 예상 가능한 정책으로 경제를 체계적으로 관리할 수 없다는 합리적 기대 혁명을 선도한 사람 가운데 한 명이다. 이 주장의 전제는 경제 행위자는 앞으로의 정부 정책 변화를 예상한다는 것이다. 사전트는 그런 기대를 설명하기 위해 고안된 계량적 모형에 새로운 수학적 기법을 적용하여 그 기대 이론에 상당한 기여를 했다.

## 출판물
- 토머스 사전트 (1971). “A Note on the Accelerationist Controversy”. 《Journal of Money, Credit and Banking》 (Blackwell Publishing) 3 (3): 721–25. doi:10.2307/1991369. JSTOR 1991369.
- 토머스 사전트 and Neil Wallace (1973). “The Stability of Models of Money and Growth with Perfect Foresight”. 《Econometrica》 (The Econometric Society) 41 (6): 1043–48. doi:10.2307/1914034. JSTOR 1914034.
- 토머스 사전트 (1979, 1987). 《Macroeconomic Theory》. New York: Academic Press. ISBN 0-126-19750-4.
- 토머스 사전트 and Lars P. Hansen (1980). “Formulating and Estimating Dynamic Linear Rational Expectations Models”. 《Journal of Economic Dynamics and Control》 2 (1): 7–46. doi:10.1016/0165-1889(80)90049-4.
- 토머스 사전트 and Neil Wallace (1981). “Some Unpleasant Monetarist Arithmetic”. 《Federal Reserve Bank of Minneapolis Quarterly Review》 5 (3): 1–17.
- 토머스 사전트 (1983). “The Ends of Four Big Inflations” in: Inflation: Causes and Effects, ed. by Robert E. Hall, University of Chicago Press, for the NBER, 1983, p. 41–97.
- 토머스 사전트 (1987). 《Dynamic Macroeconomic Theory》. Harvard University Press. ISBN 0-674-21877-9.
- 토머스 사전트 and Albert Marcet (1989). “Convergence of Least Squares Learning Mechanisms in Self-Referential Linear Stochastic Models”. 《Journal of Economic Theory》 48 (2): 337–368. doi:10.1016/0022-0531(89)90032-X.
- 토머스 사전트 and Albert Marcet (1989). “Convergence of Least Squares Learning in Environments with Hidden State Variables and Private Information”. 《Journal of Political Economy》 97 (6): 251. doi:10.1086/261603.
- 토머스 사전트 and Lars Ljungqvist (2000, 2004). 《Recursive Macroeconomic Theory》. MIT Press. ISBN 0-262-12274-X.
- 토머스 사전트 and Lars Hansen (2001). “Robust Control and Model Uncertainty”. 《American Economic Review》 91 (2): 60–66. doi:10.1257/aer.91.2.60.